# وارنر برذرز بيكتشرز
وارنر برذرز بيكتشرز (بالإنجليزية: Warner Bros. Pictures)‏ هي شركة إنتاج وتوزيع أفلام أمريكية مملوكة من قبل شركة وارنر برذرز. ديسكفري، تأسست في عام 1923 من قبل الأخوة هاري وألبرت وسام وجاك وارنر، ومقرها الرئيسي في بربانك (كاليفورنيا)، تتولى الشركة عمليات صناعة الأفلام والتوزيع المسرحي والتسويق والترويج للأفلام التي تم إنتاجها وإصدارها بواسطة علامات تجارية أخرى لشركة وارنر برذرز.

## روابط خارجية
- وارنر برذرز بيكتشرز على موقع IMDb (الإنجليزية)